# Cyphocharax naegelii
Cyphocharax naegelii é uma espécie de peixe pertencente à família dos curimatídeos (Curimatidae).
Trata-se de peixes de água doce que habitam áreas com águas mais mais calmas de rios e córregos da região neotropical do planeta. Por apresentar preferência por águas menos movimentadas essa espécie é mais encontrada em pequenos tributários dos rios pertencentes às grandes bacias hidrográficas existentes nessa região.

## Características
O saguirú-comprido, em similaridade aos demais curimatídeos, é uma espécie iliófaga, preferindo assim ocupar pontos mais distantes das margens, onde podem revirar o lodo acumulado no fundo dos cursos d'água, em busca de matéria orgânica Quando adultos, os exemplares desta espécie não apresentam dentição.
Como este peixe vive no fundo dos rios e possui o hábito de ingerir o lodo que ali se acumula, apresenta acumulado em sua carne um composto químico chamado geosmina, o qual lhe confere um sabor similar ao do barro.